# あなたの灯
「あなたの灯」（あなたのともしび）とは、1972年12月に発売された五木ひろしのシングルである。今作は、“リズム演歌”と宣伝された。

## 収録曲
- 両楽曲共に、作詞：山口洋子／作曲：平尾昌晃

1. あなたの灯（3分33秒）
編曲：竜崎孝路
2. 別れの風景（3分25秒）
編曲：高見弘